# São Pedro do Ivaí
São Pedro do Ivaí is een gemeente in de Braziliaanse deelstaat Paraná. De gemeente telt 9.921 inwoners (schatting 2009).